# William Smith (bokser)
William Alexander "Willie" Smith  (ur. 19 lipca 1904 w Johannesburgu, zm. 20 grudnia 1955 w Roodepoort) – południowoafrykański bokser wagi koguciej. 

## Kariera sportowa
W 1924 roku na letnich igrzyskach olimpijskich w Paryżu zdobył złoty medal.